# Melaleuca leiocarpa
Melaleuca leiocarpa är en myrtenväxtart som beskrevs av Ferdinand von Mueller. Melaleuca leiocarpa ingår i släktet Melaleuca och familjen myrtenväxter. Inga underarter finns listade i Catalogue of Life.